# Грушівка (Рівненський район)
Гру́шівка — село в Україні, у Рівненському районі Рівненської області. Населення становить 1272 осіб.

## Походження села
Першу згадка про село Грушівка можна знайти, за твердженням Ярослава Пури, у книзі «Stecki T.J. Z boru і stepu. Obrazy i pamiatki», Krakow, 1888. І припадає вона на 1629 рік «wies Hruschowka». Інша згадка про Грушівку датується 1683 роком. Міститься вона в книзі Теодоровича Н. І. «Историко-статистическое описание церквей и приходов Волынской епархии», Почаев, т.2. 1889.
Грушівка згадується і в інших книгах. Зокрема, в «Garte de la Pologne…/ Zannoni Rizzi Londres,1772». У книзі «Геометрические планы/ ескизы, шкицы/ земельних наделов крестьянам — собственникам/рукописи/ Грушевке» Бр., 1868./ ДАЖО, ф. 60, оп.1/ — за 1868 рік у книзі «Falrowsri», «Mapa wojewodzwa Wolynskiego.» Lwow, згадка за 1927 рік.
Багато дослідників, що вивчали походження назви села, стверджують, що назва походить від слова груша. Відомо, що на території де розташоване село, росли чагарники та ліси. На одному з підвищень росла дика груша. За твердженнями істориків нині це центр сучасного села. Саме у цій місцевості у XVІІст. поселялися селяни, що втікали від лихого пана, маєток якого знаходився у селі Бистричі. Пан змушував селян тяжко працювати — відробляти панщину. Селяни поселялися у куренях і жили до того часу, поки їх не знаходили слуги пана і примушували повертатися назад. Та проходив певний час і незадоволені своїм становищем люди, знову втікали і поселялися на тому ж місці — біля груші. З часом їх так і почали називати: «Ті, що біля груші живуть».

## Географія та розташування
Село Грушівка є центром Грушівської сільської ради Березнівського району Рівненської області, до складу якої входять п'ять населених пунктів: Грушівка, Вільхівка, Грушівська - Гута, Ведмедівка, Ялинівка. Село розташоване за 22 км, від районного центру Березне та за 92 км від обласного центру Рівне. До залізничної станції Моквин — 40 км, а до колишнього райцентру Соснове (стара назва Людвипіль) — 16 км. До м.Костопіль - 28км, до м.Гоща - 30км. У с.Ялинівка сходяться межі 4-х районів: Березнівського, Гощанського, Корецького, Костопільського (на території якого, за 12км від с.Грушівка, знаходиться Рівненський військовий полігон, але це секрет). У Грушівці налічується 348 дворів, проживає 655 жителів станом на 01.01.2021 р.

## Історія
За переказами старожилів, перші поселенці Грушівки жили в куренях у центральній частині сучасного села. Нині на тому місці розміщене перехрестя з п'ятьма дорогами, що рідко зустрічається не тільки в навколишніх селах, а й взагалі — на землі. Одна з доріг пролягає до с. Поліське, з яким межує Грушівка; інша — до с. Вільхівка, проїхавши через яке, можна потрапити у Костопільський район, а якщо звернути ліворуч до Ялинівки, то потрапимо у Гощанський район; третя дорога тягнеться до с. Грушівська Гута, далі до с. Ведмедівка і проїхавши через ліс по прямій, виїдемо до с. Соснове (колишній Людвипіль), а повернувши праворуч опиняємося у Корецькому районі, четверта пролягає по вулиці Т.Шевченка, проїхавши до лісу, через ліс можна дістатися до с. Озірці, а там і до с. Бистричі; п'ята дорога тягнеться по вулиці Ю.Гагаріна, в напрямку на південь,по ній,через ліс можна дістатися до колишнього хутора Буда а далі до с. Жорнівка, Корецького району. На цьому місці довгий час стояв пам'ятник — розп'яття Ісуса Христа.
Зі спогадів місцевих жителів відомо, що на перехресті довгий час стояв хрест — розп'яття Ісуса Христа, який сягав близько 10 м висоти, угорі було розп'яття Ісуса, а у підніжжі сидів чоловік. Говорили, що то Юда. Цей пам'ятник зруйнували в 1958 році. Розп'яття з цього хреста житель с.Грушівка Лебединський Володимир Сидорович встановив на сільському кладовищі, на могилі своєї дитини.
Після третього поділу Речі Посполитої 1795 року волинські землі було приєднано до Росії і утворено спочатку Волинське намісництво, а потім — Волинську губернію на чолі з генерал-губернатором. В той час на території Волинської губернії нараховано 13 міст, 134 містечка і 9682 села, одним із цих сіл була Грушівка. Вона належала до «Бистричского антоведческого общества». В той час на території села було 1147 десятин землі. В районі південної частини села добували залізну руду. Використовували руду для місцевих цілей, про що свідчать його відходи — шлак, який одержували від переплавки руди.
У XVІІІ ст. на річці Сергіївка стояв млин, води якої і крутили колеса млина. Річка була повноводною і чистою, багатою на рибу і впадала в річку Случ. Крім водяного млина були ще вітряки, у яких селяни мололи зерно. Багатствами природи місцеві жителі не завжди могли скористатися. Наприклад, навколишні ліси належали поміщику С.Твердохлєбову, який проживав у м. Вінниці. Та для того, щоб піти у ліс за ягодами або чимось іншим, що є у лісі, потрібен був дозвіл поміщика.
В основному жителі Грушівки були бідняками, які володіли від 1 до 3 десятин землі. Панщину відробляли 2-3 дні на тиждень у селі Бистричі, а також ходили до пана на хутір Буду. У вільний від панщини час, займалися обробітком власної землі та хатніми справами. Місцеві майстри робили різні вироби із дерева, але найбільше славилися своїм вмінням робити веретена. Нерідко жителів села називали «веретьолники».
В селі було близько 10 господарств заможних людей. Мали вони від 12 до 18 десятин землі. В них працювали сезонні і постійні наймити, іноді які зайняті були від зорі до зорі.
У 1918-1920 роках влада у селі змінювалась декілька разів.
У вересні 1920 року поляки окуповують Західну Волинь аж до вересня 1939 року. Тоді ж утворено було Волинське воєводство з центром у місті Луцьк. Рівненщина поділилась на чотири повіти: Дубенський, Костопільський, Рівненський і Острозький. Село Грушівка належало до Костопільського повіту.
З метою зміцнення економічного і політичного становища, посилення польського впливу на так званих «кресах сходніх», польський уряд почав створювати осадницькі господарства з колишніх легіонерів. Осадники були «очима і вухами» польського уряду. Їм належали найкращі земельні угіддя. На території Грушівки осадники жили в Кам'янці(Вільхівка) — осадник Файфер, у Гуті Грушівській — Рудницький. Господарства їх були міцними і багатими.
У 1929 році в Грушівці, у приміщення будинку Гергелюка Мини, була відкрита школа. Вчительку, яка проводила заняття, звали Ядвіга Сорокіна. Навчання в основному було на польській мові. Українська мова займала 1 або 2 години на тиждень. У понеділок приїжджав піп з сусіднього села Поліське, що знаходиться за 4 км від Грушівки, і вчив дітей молитви. Школа працювала до початку Другої світової війни. Під час війни її спалили.
В цей час також була школа в селі Кам'янка (сучасне с. Вільхівка). Вчителював у ній вчитель Анджель Тхнель. Вчили українську мову, польську, математику. Школа була зруйнована, а незадовго було відкрито на цьому місці «руську» школу. Знаходилася вона у хаті Гергелюка Антона. В цій школі було 4 класи.
1939 році при совєтах була заснована Грушівська сільська рада. При Польщі сільських голів називали солтисами. За Польщі солтисом був Семенюк Захарко. Потім Мельник Іван (був неграмотний). Його радником був Гергелюк Мина.
З 2020 року у складі Березнівської міської громади.

## Село в роки Другої світової війни
У липні 1941 року Грушівка була окупована німцями. Переслідуючи загарбницькі цілі, фашисти жорстоко знущалися над мирним населенням. Зразу ж окупаційна адміністрація почала створювати свої органи влади. Представники «нової влади» підбирали кандидатів на вивезення до Німеччини на роботу. Але були випадки, коли карателі самі робили облави в селі і забирали всіх молодих людей без перебору, не звертаючи уваги ні на які причини, через які не можна їхати. Всього на роботу до Німеччини вивезено близько 100 молодих людей. 50 мешканців села воювало на фронті. Село було вщент спалено окупантами, неушкодженими лишилися декілька хат,серед них хата Козачка Нестера Семеновича, (рідний брат якого не повернувся з фронту), будинок був збудований перед війною і не покритий соломою, хата не змінилася за свою майже столітню історію, і зараз зігріває теплом своїх господарів.
В 1942—1943 роках в навколишніх лісах діяв партизанський загін під командуванням С. Ф. Маликова. Через навколишні ліси також здійснювало свої рейди партизанське з'єднання С. А. Ковпака, яке мало підтримку від місцевого населення.
Звільнено село від німецьких фашистів партизанами з'єднання С. Ф. Маликова 7 січня 1944 року. Це було досить велике формування. Воно складалося з 10 загонів і нараховувало близько 4100 чоловік. Це з'єднання, як і з'єднання І. І. Шилова, готувалося пройти через бойові порядки 121 Гвардійської Гомельської стрілецької дивізії в глибокий тил фашистських військ.
Боїв за село не було, тому що перед фронтом наступаючих полків у фашистів не було заздалегідь підготовленої суцільної оборони. Вона складалася лише з окремих об'єктів опору, створених в населених пунктах, зайнятих підрозділами 10-го охоронного батальйону СС, підсиленого штурмовими гарматами «фердинанд» та бронетранспортерами.
Про одне таке місце фашистської оборони згадує письменник Яків Стецюк у белетризованому спогаді «Вижва». Це урочище Хвоянка, що знаходиться за 8 км від села. Тут був дуже жорстокий бій. Партизани при допомозі одного з армійських батальйонів 337 полку 121 Гвардійської Гомельської стрілецької дивізії, яким командували капітани Олександр Григорович Коновалов і Петро Пилипович Солодов, знищили фашистський полк, що окопався у Хвоїнці. Про це згадує ветеран війни В. Я. Сидоренко у своїй книзі «Гвардійці 121-ї».
В 1944 році багато юнаків пішли на фронт. Не повернулися такі жителі: Байчура Г. С., Войценовський Ф. С., Гергелюк Х. А., Кірушок С. М., Карпатовський Л. Н., Карпов В. Д., Козачок І. С., Ляшецький А. Ф., Одейчук С. М., Петришин І. Д., Поліщук І. Д., Радисюк С. Г., Сидорчук А. І., Семещук М. П., Ткач М. П., Ткач Д. Є., Ткач П. В., Шульжук Н. І. Кудрич Г. Ю.

##### Відомі люди
Сульжук Степан Олександрович народився 27 липня 1915 року в селі Грушівська-Гута Березнівського району Рівненської області.
07 травня 1944 року пішов на фронт. Воював на першому Білоруському фронті, а також в Білорусі, Мінську під Варшавою.Брав участь у штурмі Берліна. Після взяття Берліна направили на Японський фронт, додому повернувся 27 жовтня 1945 року.
Нагороджений: "Орденом Вітчизняної війни II ступеня, медалями «За взяття Берліна», «За відвагу», «За визволення Варшави».
Трохимчук Макар Савійович народився 19 січня 1907 року в селі Грушівська-Гута Березнівського району Рівненської області. Пішов на війну в 1944 році. Воював в Естонії, Білорусі де був поранений і три місяці лікувався в госпіталі. Після поранення погіршився зір і став інвалідом І групи.
Нагороджений: «Орденом Вітчизняної війни II ступеня»
Козачок Петро Захарович народився 21 грудня 1925 року в селі Грушівка Березнівського району Рівненської області. В січні 1944 року пішов на війну, до 2 травня був у піхотному навчальному підрозділі в м.Київ. З 7 травня 1944 року воював на другому Білоруському фронті, а також в Польщі. Потім направили під Варшаву, де був поранений і вже у квітні 1945 року повернувся в рідне село.
Нагороджений: «Орденом Вітчизняної війни II ступеня»
Майструк Михайло Олександрович народився 4 березня 1924 року в селі Вільхівка Березнівського району Рівненської області. В січні 1944 року пішов на фронт. Був направлений в Новосибірськ в школу офіцерів. А згодом до Білорусі на фронт, там був в оточені, звідти з боями пішли на Вільнюс. При переправі в східній Пруссії річки Німан був поранений. Три місяці лікувався в госпіталі, а згодом відправили в Кенігсберг. В 1945 році після перемоги відправили на Японський фронт воював в Порт — Артурі. В 1947 році повернувся додому.
Нагороджений: Орденами «Червоної Зірки», «Вітчизняної війни I ступеня», медалями «За бойові заслуги», «За взяття Кенігсберга», «За перемогу над Японією»
Мельничук Максим Филимонович народився 1 жовтня 1912 року в селі Грушівська-Гута Березнівського району Рівненської області. В січні 1944 року призваний на фронт в 46-й запасний стрілецький полк в м. Сталінград. В 1945 році воював у Німеччині дійшов аж до Берліна, після Берліна воював в Угорщині. У листопаді 1945 року повернувся додому.
Нагороджений: «Орденом Вітчизняної війни II ступеня»
Жабчик Григорій Лавринович народився у 1918 році в селі Будки-Кудренські Людвипільського району (нині смт. Соснове) в 1948 році переїхав жити в село Ялинівкку Березнівського району Рівненської області. У 1944 році призваний на фронт на третій Білоруський фронт. Брав участь у визволені Пруссії, Каунаса, Кенігсберга. Був поранений. Помер Григорій Лавринович у 1994 році.
Нагороджений: орденом «Вітчизняної війни II ступеня», медаллю «За відвагу»

### Незалежна Україна
12 червня 2020 року, відповідно до розпорядження Кабінету Міністрів України № 722-р від «Про визначення адміністративних центрів та затвердження територій територіальних громад Рівненської області», увійшло до складу Березнівської міської громади.
19 липня 2020 року, в результаті адміністративно-територіальної реформи та ліквідації Березнівського району, село увійшло до складу Дубенського району.

## Населення
За переписом населення 2001 року в селі мешкало 649 осіб.

### Мова
Розподіл населення за рідною мовою за даними перепису 2001 року:
| Мова       | Відсоток |
| ---------- | -------- |
| українська | 99,85 %  |
| молдовська | 0,15 %   |

## Сільське господарство
Після звільнення території села люди почали жити новим життям. У 1944 році сільським старостою Кам'янки був Майструк Григорій Костянтинович, а в Грушівці — Данильчук Семен.
Коли було створено сільську раду, то було конфісковано і націоналізовано ліс, церковну землю, землю осадників. В житті мешканців села, як і скрізь на Волині, відбувалися різні зміни. Поряд з позитивними, з'явилося багато негативного. Новою владою безцеремонно ламався установлений віками порядок і спосіб життя. Пішли нестатки на все, гостро відчувалися посягання на релігію і мораль. Найстрашнішим із цього всього були безпідставні арешти і депортація людей в Сибір. Якщо сюди додати розстріли, посягання на власність, то стане зрозумілим, чому у 1941 році частина населення зустрічала німецьких загарбників з хлібом і сіллю. Народу потрібна була воля, а не репресії. Правда, з німцями народ розібрався швидко і вчасно взявся за зброю, щоб воювати проти них.
В 1946—1949 роках в с. Грушівка було майже 400 селянських господарств. Селяни мали в своєму користуванні від 0,5 га до 10 га землі. Обробляли її власними кіньми, волами.
В 1950 році у Грушівці створений колгосп ім. Мануїльського. За свідченнями старожилів, всі члени колгоспу змушені були віддавати свої коні і знаряддя праці в колгосп. Справа організації колгоспу була досить складною. Багато людей не хотіло йти в «гурт», віддавати свою землю, свою худобу, реманент. Адже здавна в народі існувало прислів'я: «Гуртове-чортове».
Першим головою Грушівського колгоспу був Ткач Кирило Степанович. Відомо, що в конторі працювало три чоловіка: головний бухгалтер, помічник і касир. Головним бухгалтером був Гергелюк Петро Опанасович, уродженець села Грушівка.
За дорученням голови колгоспу, декілька людей ходили по хатах і носили з собою списки жителів Грушівки та документи, на яких вимагали розписатися. Та ніхто не хотів ставити свої підписи: адже твій підпис засвідчував, що ти входиш до колгоспу, а хто не хотів підписуватись, його силували, втиснувши тобі в руки ручку, брали своєю рукою за твою і так робили підпис. Підпис, який би він не вийшов, засвідчував, що ти вже член колгоспу і в назначений час повинен з'явитися на роботу.
В 1952 році села Кам'янка і Грушівка об'єднуються і сільським головою стає Ляшецький Володимир. В цьому ж році об'єднуються колгоспи сіл Ведмедівка, Грушівська Гута (колгосп ім. Дмитрова), Городище (сучасне с. Ялинівка, колгосп ім. Кірова) та Грушівки і був створений колгосп «Перемоги».
У 1953 році колгосп очолює Васильчук Й. Г., а в 1958 році від Васильчука колгосп прийняв Чумак А. І. В колгоспі налічувалося півтори тисячі голів худоби.
З часом колгосп «Перемога» змінює назву на колгосп імені Щорса. В користуванні колгоспу було 3414 га землі, у тому числі 926 га орної, мав допоміжні підприємства — пилораму, млин. Потім колгосп ім. Щорса з'єднали з сусіднім колгоспом с. Поліське і утворився — «Дружба». Головував Довмат Микола Федорович. Потім колгосп знову роз'єднали і нам лишили попередню назву — ім. Щорса.На початку 90-х перейменовано на "Промінь". В 1998—1999 роках колгосп перетворено у СВК «Промінь», головою був Бондарчук Євгеній Адамович.У 2001 році господарство ліквідовано,землі і майно розпайовані.Колесо історії повернуло людей до невеликих наділів,0,3- 1га,різниця тільки в тому,що тепер обробляють не волами чи кіньми а тракторами різних потужностей.А необроблені ділянки заростають деревами,оскільки села сільської ради,за винятком межі з с.Поліське (колишнє с.Погоріловка) оточані лісом.

## Освіта
- 1947 рік — Кам'янська семирічка
- 1960 рік — Вільхівська восьмирічка
- 1993рік — Грушівська загальноосвітня школа I—II ступенів.

За часів Польщі школа в с. Грушівка була денна. Відкрилася вона 1929 році, у ній розміщувалося всього 4 класи. Школа стояла в центри села де сучасна контора (у хаті Гергелюк Мини). Першою вчителькою була Ядвіга Сорокіна. Діти два роки навчалися в третьому класі, навчання в основному було на польській мові. Українська мова займала 1 або 2 години на тиждень. По понеділках приїжджав батюшка з села Поліське, він вчив дітей молитви і був дуже суворий. В школу ходили в «трепах», а сумка була з рушника. (Цю школу спалили в 1941 році, коли почалося війна). В цей час у с. Кам'янці (в наш час с. Вільхівка) також була школа, у ній навчала дітей Анджель Тхнель, у цій школі вивчали українську мову, польську, математику. Друга школа знаходилася на території сучасної церкви(Руська, так її називали). Розміщувалася вона у хаті Гергелюк Антона, у цій школі було також 4 класи. В селі Городищі (сучасне с. Ялинівка)де також була початкова школа в ній працював Вегера Микола Антонович, пізніше Харчук Марія Адамівна. Після війни коли села почали відбудовуватись в 1945 р. з с. Ведведівка перевезли польську хату в с. Грушівка, місцевий житель сам розібрав і перевіз будинок так тодішнє керівництво вирішило націоналізувати будинок і тут  було відкрито початкову школу. В приміщенні було дві класних кімнати, кімната де жили вчителі і малесенький коридор. Навчалися діти у дві зміни. При школі працювало 3 вчителі: Капранчук Г. І., Куничич Г. І. і Малешко В. С., а також в цьому приміщенні була маленька бібліотека.В останні роки існування школи в ній працювали три вчительки:Лебединська Галина Іванівна,Одейчук Ганна Іванівна і Шульжук Ольга Данилівна(проживає у с.Вільхівка).У школі навчалися діти 1-3класів. Ця школа існувала до 1992року,коли було відкрито нову школу в новозбудованому приміщенні дитячого садочка,працівники колгоспу не були готові віддати маленьких дітей на виховання.На початку 2000-х років будинок повернули родичам жителя с.Грушівка,котрий перевіз польську (як говорять старожили - "мазурську" ) хату,зараз в ньому проживає сім'я онука того чоловіка.Першим директором Кам'янської (згодом Вільхівської)школи був Лісничук Володимир Якович (1950—1953). В майбутньому начальник РАЙВО, а потім- голова Березнівського райвиконкому. З 1953 по 1955 р.р. директором школи була Тліженко Олена Олексіївна. З 1955 по 1958 рік у Кам"янській семирічці директором школи був Стеженко Микола Іванович. При школі навчалося 154 учні і працювали такі вчителі: Килимчук М. С., Шульжук Ф. Н., Когидовський В. І., Вихованець Н.П., Андрійчук Т. О., Грабчук В. К., Малнацька Т. О., Нагорна Є. С., Стешенко М. І., Слободян І. З., Тарасюк О. Д., Головко М. А. Кам'янська восьмирічна школа працювала в три зміни. В першу зміну навчалися початкові класи. Один з найбільших класів був 5-й клас в ньому навчалися: Радисюк Р. Ю., Торчинська Н. В., Карпов Л. М., Гунтік Н. та ін. Відмінники навчання в 5-му класі — Дзюбук Н. М., в 6-у класі — Яковчук Н. Г., Грицюк Г. В., Ковальчук Г. С.; в 7-му класі -Карпова Г. О., Ткач Н. І.; у 8-му класі — Семещук О. Г. (в майбутньому начальник Березнівської страхової компанії «Оранта»), Семенюк Г. А., Семещук О. Г., Ковальчук Г. С., Карпова Г. О. (в майбутньому завідувачка бібліотеки Березнівської районної лікарні). З 1962 р. по 1967 р. — директор Джинджиристий Ярослав Іванович, вчитель фізики. Заступником директора школи була Виноградова Катерина Сергіївна — вчитель хімії і біології, старшою піонервожатою — Зойтрук Ольга Василівна. Шута -Джинджериста — вчитель української мови і літератури. Головко М. А. — вчитель української мови і літератури та німецької мови. Новак Ольга Тохилівна — вчитель російської мови і літератури. Боровець Тетяна Павлівна — вчитель математики. Трохимчук Федір Герасимович — вчитель географії. Козяр Ганна Йосипівна — вчитель історії. Кроль Аркадій Миколайович — вчитель фізкультури. Кирушок Іван Омелянович — вчитель праці. В початкових класах працювали Рибаченко Галина Романівна та Гергелюк Євгенія Петрівна.
В 1966—1967 р.р. навчальному році діти Грушівської сільської ради навчалися в 4-ох школах: Вільхівській восьмирічній та трьох початкових, Грушівській, Грушівській — Гуті та Ялинівській. Вільхівська восьмирічна школа містилася у пристосованому приміщенні колишньої німецької кірхи. Тут було 4 невеличких класних кімнати, невеличкий коридорчик, склад для спортінвентаря та навчальних таблиць. На подвір'ї було приміщення, де була великі класна кімната, вчительська, коридорчик та міні-магазин, у якому працював Гергелюк Григорій Мефодійович. Влітку 1967 року Джинджеристого Я. Л., перевели в смт. Соснове, де він, як хороший господарник, очолив Соснівське ПТУ будівельників, яке тільки почало працювати.
Директором Вільхівської восьмирічки призначили молодого випускника Рівненського педагогічного інституту — Гладуна Олександра Івановича, який за спеціальністю був фізиком, а його дружина, Ганна Петрівна, вчила українську мову і літературу. Посаду заступника директора на той час займала Новак Ольга Тохилівна. В 5-й клас прибули учні з початкових шкіл, їх було вже більше 40, тому було відкрито вже два паралельних класи. На наступні навчальні роки вже планувались паралельні класи щороку. Тому постало питання про добудову шкільного приміщення. Сільський клуб і бібліотеку на другому поверсі було розібрано. На тому місці, під керівництвом Гладуна О. І., збудовано ще чотири великих класних кімнати, вчительську і бібліотеку. Протягом наступних років в школі працювали: Миронець К. М., Черкасов С. О., Ковальчук А. С., Мудра С. Д., Чернецька О. А. Згодом прибули такі вчителі: Ілюков В. М., Мельник Г. А., Стовпець З. П., Ляшецька М. С.,- (в майбутньому вчитель початкових класів в Березнївській школі № 2.)
В 1973 році влітку Гладун О. І., їде з сім'єю в м. Черкаси, де стає працювати інспектором ОБЛВНО. Ковальчук А. С., від'їжджає в Березне, де працює вчителем у школі № 2. (до речі вона одна з багатьох вчителів району Заслужений вчитель України).
В село приїджає сім"я Сиротюків. Марія Макарівна — вчителька початкових класів, пізніше вчителька російської мови і літератури і Леонід Іванович — вчитель історії.
З 1973 року директором школи призначають Ілюкова Василя Миколайовича, а заступником — Сиротюка Леоніда Івановича, який працював до виходу на пенсію. У 1993 році Вільхівську школу закривають а всі вчителі переходять у Грушівську загальноосвітню школу 1-2 ступеня.Згодом приміщення школи віддають громаді і в ньому відкривають православну церкву.Будівля знову стала культовою спорудою,спочатку це була Кірха(німецька церква)З 1993 року заступником директора став Повх Олег Богданович, який працював вчителем біології і географії. В 1996 році Олег Богданович звільняється з роботи і заступником директора призначено Кусік Лідію Петрівну вчителя математики.
В 2008 році Ілюков В. М. звільняється з посади директора школи, але залишається працювати вчителем німецької мови. Але вже 2010 році за станом здоров'я йде на заслужений відпочинок (в 2014 році Василь Миколайович пішов з життя).
З 2008 року директором призначено Дзюбука Олександра Володимировича, вчителя початкових класів, якій працює й нині. Заступником директора з навчально-виховної роботи працює Яницька Тетяна Антонівна. Сьогодні в школі працює 26 вчителів, навчається 222 учні. Є одинадцять класних кімнат і шкільний музей, площа території школи становить 1.5 га.

## Культура

### Історія бібліотеки
17 вересня 1939 року була заснована Грушівська сільська Рада до якої входили села: Грушівка, Вільхівка, Грушівська — Гута, Ведмедівка, Ялинвка. В минулому в кожному із цих сіл працювали хати — читальні. У Ялинівці в хаті — читальні працювала Ульянюк Наталія Григорівна, у Вільхівці — Куфта Ганна Минівна, у Грушівці — Мельничук Марія Борисівна, у Грушівській — Гуті — Дзюбук Анастасія Олександрівна. В 1968 році в селі Грушівка було збудовано сільський клуб в якому було відведено приміщення для бібліотеки.Поряд з будівлею створено парк площею 1,5га: липа,береза,ялина,осокори,верба. Було створено одну бібліотеку, яка займала одну велику кімнату 50 (м2).
Працівники бібліотеки.
- З 1968—1994 роки — Данильчук Марія Борисівна;
- З 1994—1996 роки — Гергелюк Наталія Володимирівна;
- З 1996—2000 роки — Мельничук Людмила Савеліївна;
- З 2000—2006 роки — Трохимчук Галина Василівна;
- З 2006—2009 роки — Карпова Світлана Савеліївна;
- З 2009 і донині завідувачкою бібліотеки працює Трохимчук Галина Василівна.

З метою проведення діяльності бібліотек у відповідність із Законом України «Про бібліотеки і бібліотечну справу» у плані підвищення їх діяльності, створення додаткових зручностей для читачів та більш повного задоволення їх запитів з 06.06.2002 року в бібліотеках — філіях району були відкриті комерційні читальні зали.
На виконання розпорядження голови облдержадміністрації від 22 липня 2002 року за № 431 «Про організацію бібліотечної мережі області» та з метою удосконалення системи інформаційного забезпечення населення району, раціонального використання бюджетних коштів здійснено в порядку експерименту терміном на 3 роки реорганізацією системи бібліотечного обслуговування населення шляхом об'єднання публічних і шкільних бібліотек в єдину централізовану систему публічно-шкільних бібліотек з підпорядкуванням відділу культури. У жовтні 2002 року бібліотечний фонд Грушівської шкільної бібліотеки прийнято на баланс Березнівського районного відділу культури. Завідувачем бібліотекою була призначена Трохимчук Г. В. В 2007 році сільську бібліотеку було визнано аварійною і весь фонд було перенесено в приміщення сільської ради де було виділено кабінет для бібліотеки. В 2010 — 11 роках з районного та місцевого бюджету були виділені кошти на капітальний ремонт сільського клубу (встановлено централізоване опалення, металопластикові вікна та замінено двері), також за кошти місцевих підприємців та сільської громади в приміщенні бібліотеки було зроблено капітальний ремонт. У зв'язку з цим в новому приміщені було об'єднано фонди шкільної і сільської бібліотек.
На жаль з початку нового століття поступово відходить в минуле культурне дозвілля села: молодь надає перевагу кафе.
Сьогодні публічно — шкільна бібліотека знаходиться в просторому, теплому приміщенні, фонд бібліотеки становить 7 824 примірників книг, із них підручників 4 301 примірник, назв періодичних видань — 5 примірників. Бібліотека на селі є найбільш доступним культурним закладом для місцевої громади і виконує чимало місій, це своєрідний довідковий, інформаційний та освітній центр. Бібліотека обслуговує понад 520 користувачів та організовує свою роботу, виходячи із соціальних та життєвих потреб кожного члена громади. Цьому сприяє тісна співпраця з сільським головою, виконавчим комітетом сільської ради та депутатським корпусом. Пропагуємо літературу шляхом оформлення тематичних поличок, книжкових виставок, індивідуальних бесід з користувачами, бібліотечних занять, проведення масових заходів. Наша бібліотека прагне бути популярною в громаді села, тому постійно знаходиться в пошуку нового, цікавого, працює в діалозі з користувачами, партнерами. Щоб йти в ногу з часом в бібліотеці постійно змінюються книжкові виставки, проводяться інформаційно — бібліографічні огляди, бесіди, дні інформації. З цією метою нашою бібліотекою організовано постійно діючу тематичну поличку «Закохайся в свою Батьківщину», за розділами «Історія України», «Доля української національної символіки», «Гетьмани України», «Україна — це ми», також створено краєзнавчий куточок де розміщені папки: «Наше село — наша історія жива», «Історія нашої школи», «Ніхто не забутий — ніщо не забуто», «Сторінки з життя вчителів Грушівської ЗОШ», «Літературна Березнівщина», також в цьому куточку розміщена вся література письменників рідного краю, «Воїни АТО — гордість нашого села». Всі матеріали оцифровані і часто використовуються вчителями, учнями та студентами вузів також користуються широким попитом серед населення. З метою популяризації краєзнавчої літератури в бібліотеці розгорнуті тематичні виставки літератури " Наші діти талановиті ", "Березнівщина… Мій краю рідний ", «Стежками рідного краю». Часто в бібліотеці організовуються виставки умільців села, фотовиставки на яких виставлені старі фотографії села та односельців. Також спільно з вчителями було зібрано матеріали про вчителів, які колись працювали в місцевій школі. Робота бібліотеки спрямована на те, щоб розвивати творчість дітей та молоді в різних напрямах мистецтва, передавати від старшого покоління молодшому народні звичаї, традиції і обряди, формувати інтерес до історії та сьогодення нашого народу. Сьогодні дуже гостро відчувається дефіцит звичайного людського спілкування і завдання бібліотеки — створити атмосферу взаєморозуміння та довіри бібліотекаря й читача, побачити яскраву індивідуальність у своєму читачеві. Тому щоб залучити якомога більше читачів ми організували в бібліотеці клуб сімейного читання «Книжкова торбина для всієї родини», який діє понад 3 роки. За цей період бібліотеку стали частіше відвідувати бабусі з внуками та молоді сім'ї з малими дітками. Для наймолодших відвідувачів було створено ігровий куточок де розміщені іграшки, розмальовки. Часто в бібліотеці проводяться майстер — класи на яких відвідувачі навчаються робити різні вироби своїми руками. Отже, будучи по своїй суті інформаційним центром нашого села, бібліотека активно впливає на свідомість учнівської та студентської молоді, формує відповідальність за творення незалежної України, спонукаючи до активних практичних дій.

## Сучасний стан
Нині Грушівка — сучасне село, де проживає чимало працьовитих, вмілих і талановитих людей. Саме завдяки їх мудрості та далекоглядності розвиток села не стоїть на місці. Приріст населення з кожним роком збільшується. Серед 1274 місцевих мешканців, 246 пенсійного віку, сімей, у яких виховуються від трьох до дев'яти дітей — 79. Розширюється село новобудівлями. Розпайовано землю. Тяжко, не покладаючи рук, працюють місцеві жителі, обробляючи землю. Адже, земля — годувальниця, і від неї нерідко залежить добробут родини.
Є у Грушівці сільрада, будинок культури, фельдшерсько — акушерський пункт, діє млин,працюють декілька пилорам. У 2004 році місцевими жителями Шульжуком Григорієм Филимоновичем,Козачком Миколою Григоровичем,Міщуком Ігором  за сприяння земляка,(батьки проживали в с.Погоріловка)депутата Верховної ради  України Василя Червонія було відновлено пам'ятний знак борцям за незалежність України,на тому місці де його встановлювали патріоти в роки Другої світової.Центром освітнього і культурного життя села є загальноосвітня школа І-ІІ ступенів, у якій навчається 222 учнів, працює 26 вчителів. Діє дві релігійні громади. У 2012 році збудовано Дім Молитви.